# Fluorsid Group
Fluorsid Group S.r.l. è un gruppo italiano attivo principalmente nel settore chimico, nel trading in mercati strategici e nell'intrattenimento sportivo.

## Storia
Il marchio nacque in Sardegna nel 1969 quando Carlo Enrico Giulini avviò il business dell'estrazione della fluorite nelle miniere di Silius nel Gerrei, e della conseguente produzione di fluoroderivati, fondando la Fluorsid S.p.A..
Dopo un periodo di crisi a fine anni Ottanta, il rilancio avvenne negli anni Duemila con l'arrivo in società di Tommaso Giulini, figlio del fondatore, Enrico, che nel 2005 assunse il controllo dell'azienda, la quale conobbe così l’inizio di una fase di crescita e internazionalizzazione grazie sia all'acquisizione di altre società del settore, sia puntando sulla diversificazione della produzione ed espandendosi nel comparto dell’alluminio..
Fu così che nel 2007 venne fondata la holding Fluorsid Group, in grado di gestire Fluorsid e le aziende che da lì a poco sarebbero state acquistate insieme alle varie partecipazioni.
Nel 2010 infatti venne acquisita ICIB, società italiana di Treviglio, in provincia di Bergamo, al tempo leader italiana nel mercato dell'acido fluoridrico.
La holding si espanse anche diversificando i settori d'azione e, nel 2013 tramite la svizzera Mimeta, negli uffici di Losanna, iniziò l'attività di trading di metalli, prodotti chimici e minerali.
Nel 2014 lo sbarco nel mondo dell'intrattenimento sportivo, acquistando il 100% della proprietà del Cagliari Calcio, la principale squadra della Sardegna, con lo stesso Tommaso Giulini che ne diventa il presidente.
Nel 2018 viene acquisito il 50% di Simplis Logistics, la piattaforma logistica in Bahrein strategica per il commercio nei mercati asiatici. Nel frattempo il Gruppo si allarga fino a raggiungere la conformazione odierna. Ci sono infatti gli approdi in Norvegia (a Odda), acquisendo Noralf per la produzione di fluoruro di alluminio, quindi Alkeemia con l’impianto di Porto Marghera (Venezia) per la produzione di acido fluoridrico anidro.
Al 2018 quindi Fluorsid Group contava al suo interno otto società in una struttura piramidale a tre livelli: Fluorsid, Mimeta, ICIB, Alkeemia e Cagliari Calcio, oltre a un 30% in Laminazione Sottile S.p.A., principale azienda italiana nel settore dei prodotti semi finiti in alluminio. A sua volta, Fluorsid controllava Noralf, mentre Mimeta deteneva una quota del 50% di Simple Logistics.
Nell'agosto 2019 la struttura della holding viene semplificata, con le controllate dell'industria del fluoro che fanno capo direttamente a Fluorsid. Le cinque società mantengono organigrammi ed entità legale, ma vengono unificate dal punto di vista commerciale e di brand, con il loro nome preceduto da quello del Gruppo, appunto Fluorsid. La gestione è guidata dal Consiglio di amministrazione di Fluorsid al quale fanno riferimento anche i CdA delle società controllate. Per quanto riguarda i riporti organizzativi, i direttori di stabilimento delle controllate riportano direttamente all’Amministratore Delegato di Fluorsid. Rimangono distinte la proprietà integrale del Cagliari Calcio e le partecipazioni di minoranza o al 50% in Simplis Logistics e Laminazione Sottile.
Nell'ottobre 2021 cede a un fondo gestito dalla società d'investimento inglese Blantyre Capital Limited, sia la controllata Alkeemia Spa, inclusi i relativi asset di pertinenza, cioè lo stabilimento di Porto Marghera, sia la partecipazione del 50% in CF Carbons in Germania che aveva fatto nascere nello stesso anno FLUORSID Deutschland.
Tra il 2021 e il 2022 la holding prosegue il percorso di diversificazione in vari ambiti economici con le partecipazioni in Farmagorà, nel settore farmaceutico, e in Torre Parko, per quanto riguarda il Real Estate.

## Struttura

### Governance attuale
| Società (percentuale detenuta) | Controllate     | Sede                  | Settore      | Occupazione |
| ------------------------------ | --------------- | --------------------- | ------------ | --- |
| Fluorsid (100%)                | FLUORSID        | Macchiareddu          | Chemical     | Produzione di acido solforico, fluoruro di alluminio, criolite sintetica, fluoruro di calcio e solfato di calcio. |
| Fluorsid (100%)                | FLUORSID Noralf | Odda                  | Chemical     | Produzione di fluoruro di alluminio e solfato di calcio.                                                          |
| Fluorsid (100%)                | FLUORSID ICIB   | Treviglio             | Chemical     | Produzione di acido fluoridrico in soluzione e solfato di calcio                                                  |
| Mimeta (100%)                  |                 | Losanna               | Metals       | Attività di trading.                                                                                              |
| Simplis Logistics (50%)        |                 | Manama                |              | Servizi di logistica.                                                                                             |
| Cagliari Calcio (100%)         |                 | Assemini - Cagliari   | Sport        | Società sportiva professionistica di calcio.                                                                      |
| Laminazione sottile (30%)      |                 | San Marco Evangelista |              | Produzione di laminati in alluminio.                                                                              |
| Farmagorà (26%)                |                 | Bergamo               | Farmaceutico | Catena farmaceutica.                                                                                              |
| Torre Parko (20%)              |                 | Saronno               | Real Estate  | Servizi immobiliari.                                                                                              |

### Asset controllati in passato
| Società         | Sede           | Occupazione                                          | Periodo   |
| --------------- | -------------- | ---------------------------------------------------- | --------- |
| Alkeemia        | Porto Marghera | Produzione di acido fluoridrico e solfato di calcio. | 2018-2021 |
| CF Carbons(50%) | Francoforte    | Produzione di clorodifluorometano (R22).             | 2021      |